# 沖村・米満のアナドキ!
沖村・米満のアナドキ!（おきむら・よねみつのあなどき）は、RKKラジオで放送されていたラジオ番組（トークバラエティ）。2021年度のナイターオフに編成された。

## 概要・番組内容
2021年度に熊本放送へ入社した、放送当時の新人アナウンサー沖村孝祐と米満薫の2人が、アナウンサー及びパーソナリティの極意を学ぶ番組。ちなみに、担当ディレクターの吉田もラジオ局への異動1年目の新人ディレクターであった。

## 出演者
- 又野千紘（元RKKアナウンサー、RKKラジオ「ミミーキャスター」33期）

以下2人は、2人共に出演した2022年3月17日放送回・3月24日の最終回を除きいずれかひとりが隔週で出演している。
- 沖村孝祐（RKKアナウンサー）
- 米満薫（RKKアナウンサー）

## コーナー
- 50音テーマトーク
  - その放送回ごとに決められたテーマに沿ったトークで、テーマの頭文字が初回の「あ」に始まり、仮名の50音順に決められていた[註釈 2]。
- 交換日記
  - 前週の放送で出された「課題」に沖村及び米満が挑戦する。
- 今週の通知表
  - 番組の最後に又野が沖村及び米満の上記コーナー及びトークを基に講評を述べ5段階評価で採点する。故に、最終回では沖村と米満に「修了証」が渡された。

### エピソード
- 「交換日記」のコーナーで沖村が歌唱を披露した際、限りなく音痴に近い歌唱力の低さが判明、その後2023年の正月特番等、数年にわたりディレクターの吉田が担当する番組を中心に語り草とされていた。
- 「今週の通知表」の採点基準には又野及びディレクターの吉田の独断がかなり入っているせいか採点基準は厳しく、5段階評価を基本にした小数点以下を含む評価をしているにもかかわらずマイナスでの評価が出ることもあった。尚、最高得点は2022年3月3日放送で米満が獲得した4.5点。

## テーマ曲
- オープニング
  - フジファブリック「夜明けのBEAT」
- エンディング
  - フジファブリック「Bye Bye」

### 註釈
1. ↑  後述するが、沖村と米満の出演は隔週交代で、いずれかひとりが出演している[1]。
2. ↑  「な」で終了し、最終回では残りの仮名からくじ引きで複数選ぶこととなった。